# Il fait soleil
Albums de Jean-Roger Caussimon
En public à l'Olympia 74
(1974) Chanson de l'homme heureux
(1977)
Il fait soleil est un album studio de Jean-Roger Caussimon, publié en 1975. Paru à l'origine sous la forme d'un 33 tours non titré, il est désormais identifié par le titre de la chanson qui ouvre l'album.

## Titres
Les paroles de toutes les chansons sont de Jean-Roger Caussimon. « Les Belles Nuits », « L’Aïeul » et « L’Innocent » sont des textes déclamés en spectacle, le premier sur un nocturne de Chopin.
| 1. | Il fait soleil      | Éric Robrecht | 3 min 29 s |
| 2. | Hé ! dis, lady…     | Francis Livon | 2 min 31 s |
| 3. | Bordel à cul        | Francis Livon | 3 min 52 s |
| 4. | Bleu… blanc… rouge… | Léo Ferré     | 2 min 41 s |
| 5. | Dieu et les Hommes  | Éric Robrecht | 3 min 08 s |

| 6.  | Le Vieux Cheval        | Éric Robrecht et Francis Livon | 3 min 47 s |
| 7.  | Les Milices            | Éric Robrecht                  | 4 min 08 s |
| 8.  | Les Belles Nuits       |                                | 3 min 16 s |
| 9.  | L’Aïeul                |                                | 2 min 50 s |
| 10. | L’Innocent             |                                | 2 min 10 s |
| 11. | Ne chantez pas la mort | Léo Ferré                      | 4 min 39 s |

## Musiciens
- Christian Leroux : guitares électriques et acoustiques
- Gérard Nobey : guitares électriques et acoustiques
- Serge Perathoner : claviers
- Jean-claude Guselli : guitare basse
- Dominique Bouvier : batterie
- Jean-Claude Dequeant : synthétiseur & flûtes à bec
- Eddy Efira : pedal steel guitar
- Roland Romanelli : accordéon
- David Rose : violon électrique
- Françoise Walle « et ses camarades » : chœurs
- Hubert Varron « et ses confrères » : cordes

## Crédits
- Arrangements & direction d’orchestre : Jan-Claude Dequeant
- Prise de son & mixage : Christian Gence, Gilles Salle
- Photo pochette : Patrick Ullmann